# Sistema ecológico cerrado
Sistemas ecológicos cerrados, comúnmente llamados bio-domos, son los ecosistemas que no intercambian materia con ninguna parte fuera del sistema cerrado. Aunque la tierra en sí cabe claramente en esta definición, el término se utiliza más a menudo para describir ecosistemas artificiales mucho más pequeños y herméticos. Tales sistemas son de interés en la investigación espacial y pueden servir potencialmente como sistema de soporte vital durante vuelos espaciales y en la investigación de  estaciones espaciales autosustentables, laboratorios y colonización en ambientes estériles que no reúnen las condiciones básicas para el desarrollo de la vida. 
En realidad no es un sistema totalmente cerrado o aislado, pues la energía (especialmente luz y calor) puede incorporar y dejar el sistema, similar a un ecosistema planetario.
En un sistema ecológico cerrado, cualquier residuo producido por una especie debe ser utilizado por lo menos por otra especie. Si el propósito es mantener una forma de vida más alta, por ejemplo un ratón o un ser humano, residuos tales como dióxido de carbono, las heces y la orina se deben convertir antes o después en oxígeno, alimento y agua y además ayudar al medio ambiente a sobrevivir.
Un sistema ecológico cerrado debe contener por lo menos un organismo autótrofo (que produce su propio alimento como las plantas o algunas bacterias). Mientras que los organismos quimiótrofos (que obtiene su energía metabolizando los desechos de otros organismos) y fotoautótrofos (que obtiene energía de la luz) son plausibles, casi todos los sistemas ecológicos cerrados hasta la fecha se basan en fotoautótrofos tales como las algas verdes y plantas.

## En la ficción
La novela de 1993  This Other Eden  por Ben Elton contó con el desarrollo de "claustroesferas" que eran los sistemas ecológicos cerrados contenidos dentro de una cúpula en la que la gente podía refugiarse en caso de colapso ambiental.
La película muy criticada del género de comedia de 1996  Bio-Dome en la cual los protagonistas al que quedar atrapados en un sistema ecológico cerrado se ejecuta el experimento científico.

## Ver
- Proyecto Edén
- Biosfera 2
- BIOS-3
- Ecosistema
- Cúpula geodésica
- Colonización del espacio

- Datos: Q3176324